# Sarazhynka
Sarazhynka  (ucraniano: Саражинка) es una localidad del Raión de Podilsk en el Óblast de Odesa de Ucrania. Según el censo de 2001, tiene una población de 1119 habitantes.